# Phytometra rosalba
Phytometra rosalba är en fjärilsart som beskrevs av Augustus Radcliffe Grote 1873. Phytometra rosalba ingår i släktet Phytometra och familjen nattflyn. Inga underarter finns listade i Catalogue of Life.